# Günter Horn (Diplomat)
Günter Horn (* 10. Juni 1930 in Dresden; † 3. April 2021) war ein deutscher Diplomat. Er war Botschafter der DDR in der DVR Laos und in der VR Kampuchea.

## Leben
Horn erlernte den Beruf des Bäckers und qualifizierte sich zum Ingenieur-Ökonom. Er studierte an der Deutschen Akademie für Staats- und Rechtswissenschaft in Potsdam-Babelsberg und schloss sein Studium als Diplom-Staatswissenschaftler ab. Zeitweilig war er Offizier der NVA und hauptamtlich in der SED tätig. 1965 trat er in den diplomatischen Dienst der DDR ein und war als Mitarbeiter zunächst an den Botschaften in Vietnam und Laos tätig. Von Oktober 1978 bis Februar 1981 war Horn Botschafter in Vientiane, von Juni 1982 bis Februar 1986 Botschafter in Phnom Penh (Nachfolger von Rolf Dach). Von Juli 1989 bis 1990 war er erneut Botschafter der DDR in Vientiane. 
Horn war Ehrenvorsitzender der Deutsch-Laotischen Gesellschaft e.V. (DLG). Er verstarb am 3. April 2021 im Alter von 90 Jahren.